# Maranta incrassata
Maranta incrassata är en strimbladsväxtart som beskrevs av Bengt Lennart Andersson. Maranta incrassata ingår i släktet Maranta och familjen strimbladsväxter. Inga underarter finns listade.